# Jadwiga Lekczyńska

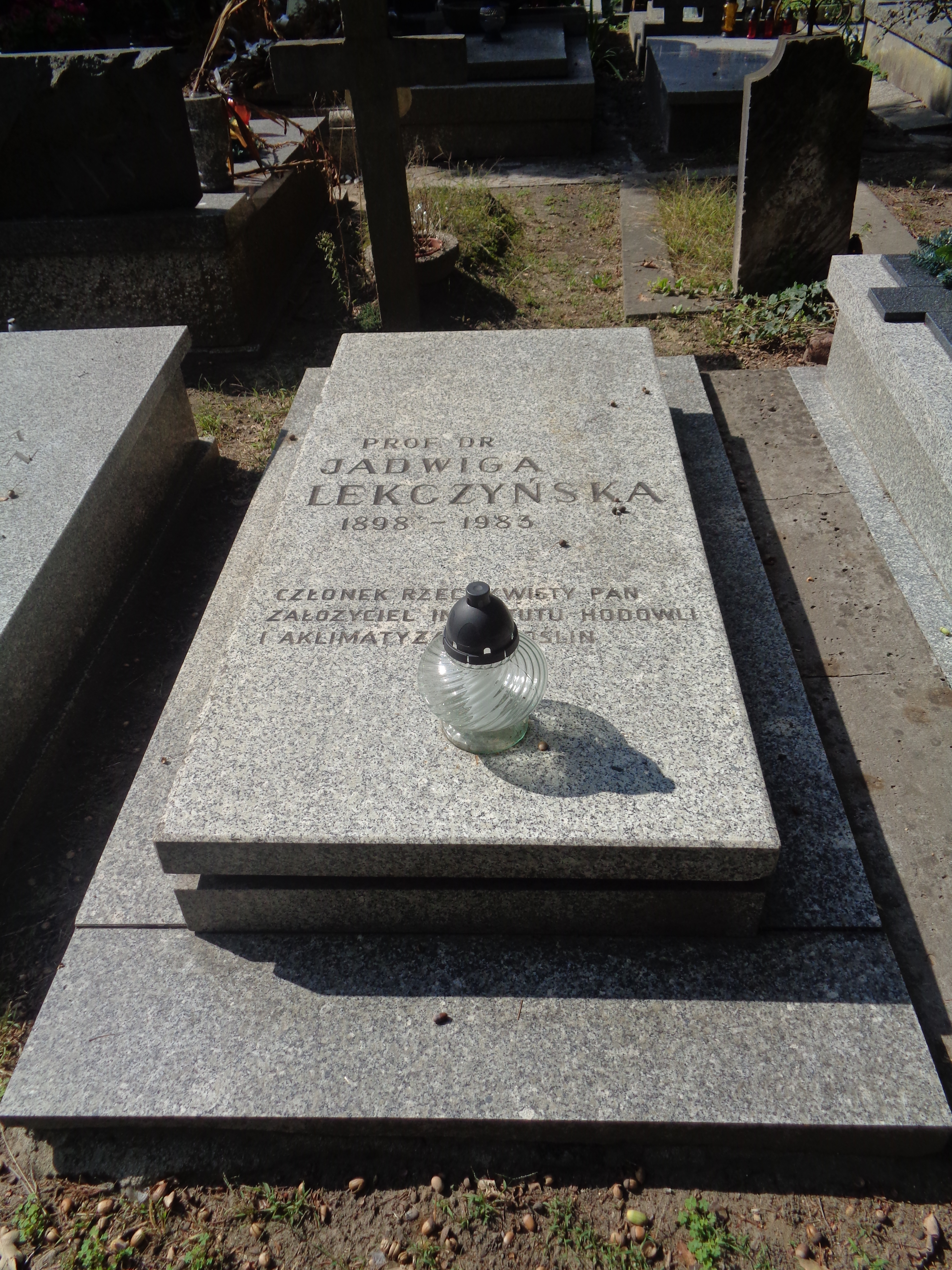
Grób Jadwigi Lekczyńskiej na cmentarzu wojskowym na Powązkach

Jadwiga Maria Lekczyńska h. Nałęcz (ur. 30 czerwca 1898 w Kielcach, zm. 18 stycznia 1983 w Warszawie) – polska agrobiolog, agrotechnik, hodowca roślin, poseł na Sejm PRL.

## Życiorys
Urodziła się 30 czerwca 1898 w Kielcach, w rodzinie Władysława i Józefy ze Steblowskich. W młodości działała w skautingu i Organizacji Młodzieży Niepodległościowej „Zarzewie”. W 1917 ukończyła szkołę średnią Anieli Wereckiej w Warszawie, w 1923 Wyższą Szkołę Ogrodniczą i w 1932 wydział filozoficzny Uniwersytetu Józefa Piłsudskiego. W 1933 uzyskała dyplom nauczyciela nauk biologicznych. Odbyła podróże naukowe do Danii, Szwecji, Belgii, Anglii i Francji. Uzyskała tytuł doktora filozofii. Brała udział w pracach Ministerstwa Wyznań Religijnych i Oświecenia Publicznej nad programem szkół średnich i szkół przysposobienia rolniczego. Była współzałożycielką i prezesem Towarzystwa Przyjaciół Państwowych Szkół Ogrodniczych, członkiem zarządu Towarzystwa Ogrodniczego i Związku Łąkarzy RP, członkiem Polskiego Towarzystwa Botanicznego.
Od 1950 do 1969 była profesorem hodowli roślin i nasiennictwa w Szkole Głównej Gospodarstwa Wiejskiego w Warszawie. Od 1945 do 1950 pełniła stanowisko dyrektora Państwowych Zakładów Hodowli Roślin, później organizowała i od 1951 do 1969 pełniła stanowisko dyrektora Instytutu Hodowli i Aklimatyzacji Roślin, do 1972 była kierownikiem Zakładu Biologii i Fizjologii Rozwoju Roślin IHAR w Radzikowie. Pełniła funkcję redaktora naczelnego czasopisma „Studia Wczesnośredniowieczne”. Była członkiem rzeczywistym Polskiej Akademii Nauk od 1952. Od 20 listopada 1952 do 20 listopada 1956 z ramienia Polskiej Zjednoczonej Partii Robotniczej pełniła mandat posła na Sejm PRL I kadencji (z okręgu nr 59 Nowy Targ).
Została pochowana na Cmentarzu Wojskowym na Powązkach w Warszawie (kwatera C21-1-9).

## Publikacje
- Hodowla buraka cukrowego : praca zbiorowa. Cz. 2, Technika hodowli (1949; współautor: Wanda Brykczyńska)
- Poradnik dla selekcjonisty ziemniaków w gospodarstwach P.G.R. (1950; współautorzy: Alfred Zieliński; B. Siedlecki)
- Jak przygotować nasiona do siewu (1953)
- „Acta Agrobotanica”
- „Acta agrobotanien”

## Ordery i odznaczenia
- Krzyż Oficerski Orderu Odrodzenia Polski (19 lipca 1955)[3]
- Złoty Krzyż Zasługi (22 grudnia 1945)[4]
- Srebrny Krzyż Zasługi[1]
- Medal 10-lecia Polski Ludowej (14 stycznia 1955)[5]
- Medal Dzesięciolecia Odzyskanej Niepodleglości[1]